# Teemu Keisteri
Teemu Keisteri, znany powszechnie jako Windows95man (ur. 22 sierpnia 1985 w Espoo) – fiński piosenkarz i DJ. Reprezentant Finlandii w 68. Konkursie Piosenki Eurowizji (2024).

## Życiorys
10 stycznia 2024 wraz z Henrim Piispanen pojawili się na liście uczestników fińskich preselekcji Uuden Musiikin Kilpailu wyłaniających reprezentanta w Konkursie Piosenki Eurowizji 2024 z piosenką „No Rules!”. Miesiąc później zwyciężyli w finale eliminacji otrzymując łącznie 313 punktów w głosowaniu jurorów oraz telewidzów, uzyskując tym samym prawo do reprezentowania Finlandii w konkursie. 7 maja wystąpili w pierwszym półfinale i otrzymali awans do finału. 11 maja duet wystąpił jako siedemnasty w kolejności startowej i zajął 19. miejsce zdobywszy łącznie 38 punktów, w tym 7 pkt od jury (24. miejsce) i 31 pkt od widzów (15. miejsce).